# Meteorologiåret 1903

## Händelser

### Februari
- 9 februari – Alla tiders köldrekord för Minnesota, USA tangeras i Pokegama Da [1].

### April
- 19 april - En snöstorm i Danmark begraver Själland i snö [2].

### Juli
- 16 juli - I Gludsted Plantage, Danmark uppmäts temperaturen -0,9 °C, vilket blir Danmarks lägst uppmätta temperatur för månaden [3].

### Augusti
- Augusti - I Norsborg, Sverige uppmäts med 106 millimeter Södermanlands högsta dygnsnederbörd någonsin [4].
- 23 augusti - Saskatoon i Kanada upplever med –2.8°C sin kallaste augustinatt någonsin [5].

### Okänt datum
- Florida vid Bergen i Norge börjar mäta dygnsmedeltemperatur [6].

## Födda
- 1 januari – Hurd Curtis Willett, amerikansk meteorolog och atmosfärforskare.
- 4 februari – Graham Sutton, brittisk matematiker och meteorolog.

## Avlidna
- 7 februari – James Glaisher, brittisk meteorolog, astronom och ballongflygare.
- 28 mars – Georg Adolph Rung, dansk meteorolog och uppfinnare.
- 29 september – Rudolf Falb, österrikisk meteorolog.